# روبرت إي. لي
روبرت إي. لي (بالإنجليزية: Robert E. Lee)‏ هو سياسي أمريكي، ولد في 31 مارس 1912 في شيكاغو في الولايات المتحدة، وتوفي في 15 أبريل 1993 في مقاطعة أرلنغتون في الولايات المتحدة. حزبياً، نشط في الحزب الجمهوري.